# Ballerup (parochie)
Ballerup is een parochie van de Deense Volkskerk in de Deense gemeente Ballerup. De parochie maakt deel uit van het bisdom Helsingør en telt 11124 kerkleden op een bevolking van 14259 (2004). De parochie was tot 1970 deel van Smørum Herred. In dat jaar werd de parochie opgenomen in de nieuwe gemeente Ballerup.
De parochie kreeg in 1969 een tweede kerk die oorspronkelijk enkel was bedoeld als kapel bij het nieuwe kerkhof. Anders dan veelal gebruikelijk groeide deze kerk niet uit tot een zelfstandige parochie. 

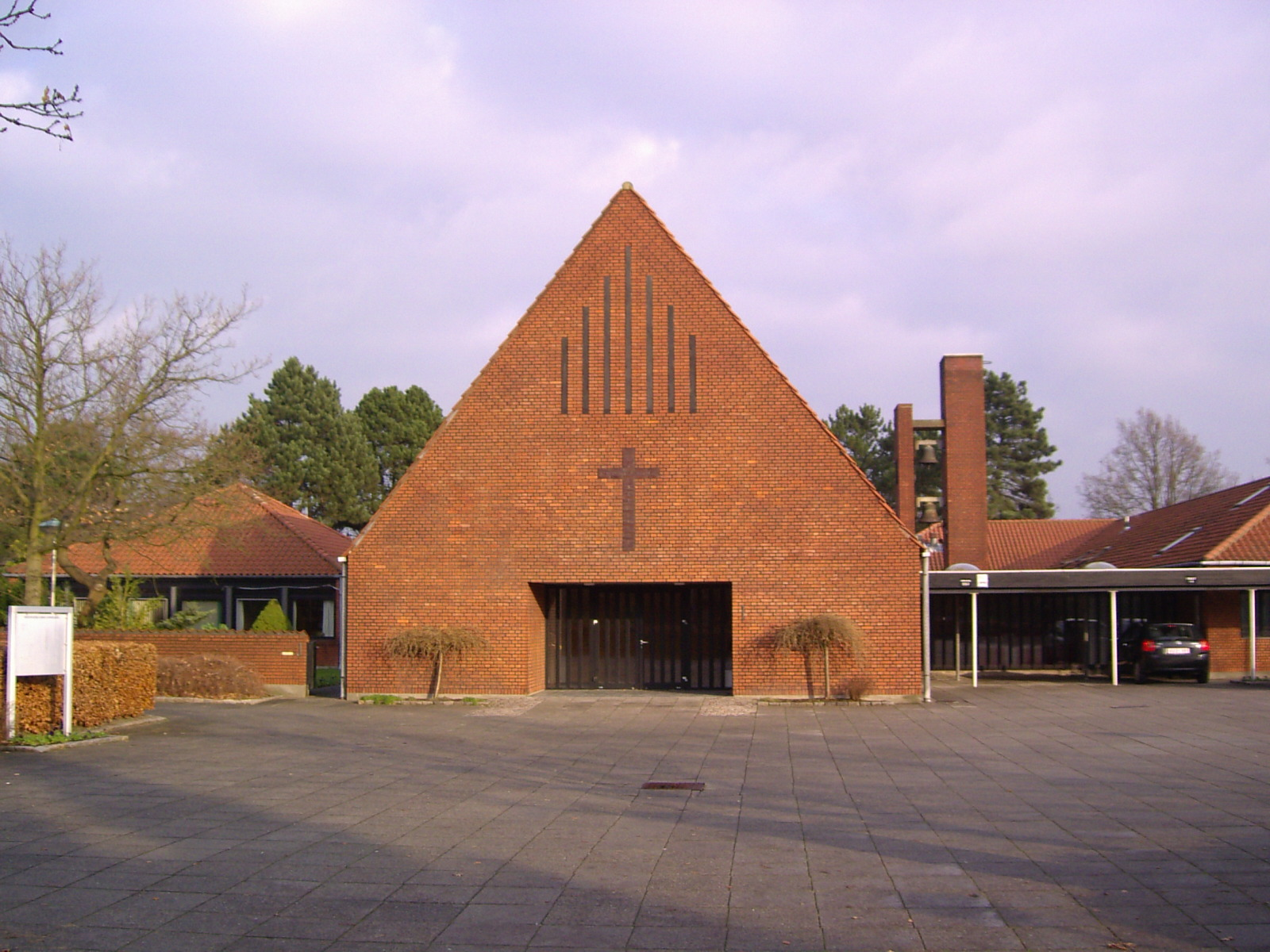
Skovvejskerk

Alsønderup · Annisse · Asminderød · Avedøre · Bagsværd · Ballerup · Birkerød · Bistrup · Blistrup · Blovstrød · Brøndby Strand · Brøndbyøster · Brøndbyvester · Buddinge · Christians · Draaby · Dyssegård · Egebæksvang · Engholm · Esbønderup · Farum · Ferslev · Fløng · Frederiksborg Slotssogn · Frederikssund · Frederiksværk · Gadevang Kirkedistrikt · Gammel Holte · Ganløse · Gentofte · Gerlev · Gilleleje · Gladsaxe · Glostrup · Gørløse · Græse · Græsted · Grøndalslund · Grønholt · Grønnevang · Gurre Kirkedistrikt · Haralds · Hareskov Kirkedistrikt · Hedehusene · Hellebæk · Hellerup · Helleruplund · Helsinge · Hendriksholm · Herlev · Herstedøster · Herstedvester · Hillerød · Høje Tåstrup · Hornbæk · Hørsholm · Humlebæk · Hvidovre · Ishøj · Islebjerg · Islev · Jægersborg · Jørlunde · Karlebo · Kokkedal · Kongens Lyngby · Kregme · Krogstrup · Kyndby · Ledøje · Lille Lyngby · Lillerød · Lindehøj · Lundtofte · Lynge · Maglegårds · Måløv · Mårum · Melby · Mørdrup · Mørkhøj · Nærum · Nødebo · Nørre Herlev · Ny Holte · Nygårds · Ølsted · Ølstykke · Oppe Sundby · Opstandelseskirkens · Ordrup · Pederstrup · Præstebro · Præstevang · Ramløse · Reerslev · Risbjerg · Rødovre · Rønnevang · Rungsted · Sankt Mariæ · Sankt Olai · Selsø · Sengeløse · Sigerslevvester · Skævinge · Skibby · Skoven Kirkedistrikt · Skovlunde · Skovshoved · Skuldelev · Slagslunde · Slangerup · Smørum · Snostrup · Søborg · Søborggård · Søborgmagle · Søllerød · Sorgenfri · Stengård · Stenløse · Sthens · Strandmarks · Strø · Taarbæk · Tåstrup Nykirke · Tibirke · Tikøb · Tjæreby · Torslunde · Torup · Uggeløse · Ullerød · Uvelse · Værløse · Valby · Vallensbæk · Vangede · Vedbæk · Vejby · Veksø · Vellerup · Vestervang · Villingerød · Vinderød · Virum